# Chimarra longpela
Chimarra longpela là một loài Trichoptera trong họ Philopotamidae. Chúng phân bố ở miền Australasia.